# ليندا تي ووكر
ليندا تي ووكر (بالإنجليزية: Linda T. Walker)‏ هي قاضية أمريكية، ولدت في 1960 في غلوستر في الولايات المتحدة.